# Momentum 1 Day Cup 2014/15
Der Momentum 1 Day Cup 2014/15 war die 34. Austragung der nationalen List A Cricket-Meisterschaft in Südafrika. Der Wettbewerb wurde zwischen dem 10. Oktober 2014 und 13. Februar 2015 zwischen den sechs südafrikanischen First-Class-Franchises ausgetragen. Im Finale konnten sich die Titans mit 5 Wickets gegen die Cape Cobras durchsetzen.

## Format
Die sechs Mannschaften spielten in einer Gruppe jeweils zweimal gegen jedes andere Team. Für einen Sieg gibt es vier Punkte, für ein Unentschieden oder No Result zwei und für eine Niederlage keinen Punkt. Ein Bonuspunkt wird vergeben, wenn bei einem Sinn die eigene Runzahl die des Gegners um das 1,25-fache übersteigt. Des Weiteren ist es möglich, dass Mannschaften Punkte abgezogen bekommen, wenn sie beispielsweise zu langsam spielen. Der Gruppenerste qualifiziert sich direkt für das Finale, während der Gruppenzweite und -dritte ein Halbfinale bestreiten.

## Resultate

### Gruppenphase
Tabelle
Alle Punktabzüge erfolgten auf Grund zu langsamer Spielweise.
| Teams       | Sp. | S | N | U | R | NR | A | BP | Ded | Punkte | NRR    |
| ----------- | --- | - | - | - | - | -- | - | -- | --- | ------ | ------ |
| Cape Cobras | 10  | 6 | 3 | 0 | 0 | 0  | 1 | 3  | 0   | 29     | +0.391 |
| Dolphins    | 10  | 5 | 2 | 0 | 0 | 2  | 1 | 0  | 0   | 26     | +0.155 |
| Titans      | 10  | 5 | 5 | 0 | 0 | 0  | 0 | 1  | 0   | 21     | +0.175 |
| Warriors    | 10  | 5 | 5 | 0 | 0 | 0  | 0 | 1  | 0   | 21     | −0.043 |
| Lions       | 10  | 3 | 6 | 0 | 0 | 1  | 0 | 1  | 0   | 15     | −0.259 |
| Knights     | 10  | 3 | 6 | 0 | 0 | 1  | 0 | 1  | 0   | 15     | −0.416 |

## Halbfinale
| 10. Februar Scorecard | Durban | Titans 267-6 (50)          | – | Dolphins 209 (44.3) |
|                       |        | Titans gewinnt mit 58 Runs |   |                     |

## Finale
| 13. Februar Scorecard | Kapstadt | Cape Cobras 285-8 (50)       | – | Titans 288-5 (47.1) |
|                       |          | Titans gewinnt mit 5 Wickets |   |                     |